# L'Institutrice (roman)
Pour les articles homonymes, voir L'Institutrice.
L'Institutrice est un roman de Claire Chazal publié en 1997 chez Plon.

## Résumé
En 1946, Jeanne, 19 ans, est institutrice à Brousse. Elle prépare un diplôme de licence à Clermont-Ferrand tous les jeudis. Pierre, jeune agriculteur veuf, est accusé d'avoir dénoncé les résistants de Thiers en 1944. Henri, collègue de licence de Jeanne, la courtise, mais il est jaloux de Pierre qui la courtise aussi et auquel elle s'abandonne. Finalement, Jeanne part à Paris où une copine lui propose une place de journaliste à France-Soir naissant.